# Whitingham
Whitingham est une ville du comté de Windham, dans l’État du Vermont, aux États-Unis. Sa population s’élevait à 1 357 habitants lors du recensement de 2010, estimée à 1 344 habitants en 2014.

## Démographie
| Groupe            | Whitingham | Vermont | États-Unis |
| ----------------- | ---------- | ------- | ---------- |
| Blancs            | 97,9       | 95,3    | 72,4       |
| Métis             | 1,2        | 1,7     | 2,9        |
| Autres            | 0,5        | 1,7     | 11,0       |
| Afro-Américains   | 0,3        | 1,0     | 12,6       |
| Amérindiens       | 0,3        | 0,4     | 0,9        |
| Total             | 100        | 100     | 100        |
|                   |            |         |            |
| Latino-Américains | 0,6        | 1,5     | 17,37      |

Selon l'American Community Survey, pour la période 2011-2015, 98,63 % de la population âgée de plus de 5 ans déclare parler l'anglais à la maison, 0,64 % l'espagnol et 0,64 % une autre langue.

## Personnalité liée à la ville
Brigham Young est né à Whitingham en 1801.

## Source
- (en) Cet article est partiellement ou en totalité issu de l’article de Wikipédia en anglais intitulé « Whitingham, Vermont » (voir la liste des auteurs).

1. ↑  (en) « Race and Hispanic or Latino Origin: 2010 », sur factfinder.census.gov
2. ↑  (en) « Vermont Population - Census 2010 and 2000 », sur censusviewer.com.
3. ↑  (en) « Language spoken at home by ability to speak English for the population 5 years and over », sur factfinder.census.gov.